# Henri d'Écosse
Pour les articles homonymes, voir Northumberland.
Henri d'Écosse dit Henri de Huntingdon ou Henri de Northumberland, né vers 1115 et mort le 12 juin 1152, comte de Northampton et de Huntingdon, puis comte de Northumberland, est le second fils du roi David Ier d'Écosse (mort en 1153) et de son épouse Maud de Huntingdon (morte en 1131), la fille du comte Waltheof.

## Biographie
Après la disparition de son frère aîné Malcolm, il reste le dernier fils survivant de son père et devient l'héritier du trône. Aux environs de 1128, il est associé au gouvernement de son père, et il est très probablement officiellement proclamé successeur du roi, car en 1144 il apparaît comme « désigné » (rex designatus). 
Il poursuit avec son père la politique de modernisation du royaume d'Écosse qui est en train de calquer son fonctionnement sur celui des autres royaumes européens. Il s'associe surtout à la revendication historique de son père sur le Nord de l'Angleterre. Les deux hommes envahissent à plusieurs reprises le territoire anglais lors du règne d'Étienne d'Angleterre, satisfaisant en cela leurs propres intérêts et ceux de leur cousine Mathilde l'Emperesse, en lutte contre Étienne pour le trône d'Angleterre.
En 1136 dans le cadre du premier traité de Durham, il obtient la ville de Doncaster et la seigneurie de Carlisle ; ainsi que l'héritage de sa mère, le titre et l'honneur de Huntingdon, aux dépens de son demi-frère Simon II de Senlis. Toutefois, il ne semble jamais avoir utilisé le titre. Il rend hommage à Étienne à York en 1136, et y est investi de l'honneur à cette occasion, au grand désarroi de Ranulf de Gernon, le comte de Chester, qui revendiquait la seigneurie de Carlisle.
En janvier 1138, Henri et David Ier envahissent à nouveau le Nord de l'Angleterre après avoir vainement réclamé la concession du Northumberland à Étienne. Le 22 août 1138, une armée normande rencontre l'armée écossaise et la défait durant la bataille de l'Étendard. Henri est dit s'être particulièrement distingué en menant la charge sur le flanc de l'armée normande. Malgré la défaite écossaise, Étienne négocie le second traité de Durham, conclu le 9 avril 1139. Par ce dernier, Étienne restaure l'honneur de Huntingdon à Henri et lui donne le Northumberland, avec toutefois des garde-fous lui assurant que le territoire restera bien sous contrôle normand.
Tout de suite après, il épouse Ada de Warenne, fille de Guillaume II de Warenne et Isabelle de Vermandois, très probablement à la demande d'Étienne d'Angleterre. Il passe ensuite l'été à combattre aux côtés de ce dernier.
Les relations diplomatiques avec l'Angleterre sont définitivement rompues en 1141, et le titre et l'honneur de Huntingdon reviennent alors à Simon II de Senlis. Tout de suite après, Henri assiste son père dans une nouvelle invasion de l'Angleterre qui permet l'annexion d'un territoire allant jusqu'à la Ribble et la Tees (peut-être simplement la Tyne). Le territoire conquis est gouverné sans contestation normande, et Henri frappe même monnaie à son effigie à Bamburgh, Carlisle et Corbridge.
Le 22 mai 1149, il parraine l'adoubement de Henri Plantagenêt, le futur Henri II d'Angleterre. Il meurt le 12 juin 1152, probablement à Peebles et est inhumé dans l'abbaye de Kelso. Le Northumberland passe alors à son deuxième fils, le futur roi Guillaume Ier d'Écosse. Sa mort est un coup très dur pour le royaume d'Écosse, car lorsque son père meurt l'année suivante, le souverain écossais n'a que douze ans.

## Famille et descendance
En 1139, il épouse Ada de Warenne (vers 1123-1178), fille de Guillaume II de Warenne et Isabelle de Vermandois, dont il a 6 enfants :
- Malcolm IV (1141-1165), roi d'Écosse ;
- Guillaume le Lion (1143-1214), roi d'Écosse ;
- David (1152-1219), comte de Huntingdon ;
- Marguerite, épouse en 1160 du duc Conan IV de Bretagne (mort en 1171), puis en 1175 d'Onfroy (III) de Bohun (mort en 1181), lord de Trowbridge ;
- Ada, épouse du comte Florent III de Hollande ;
- Maud ou Mathilde (morte en 1152).